# Anna Luise Karsch
Anna Luise Karsch (Hammer, 1º dicembre 1722 – Kreis Schwiebus, 12 ottobre 1791) è stata una poetessa tedesca.

## Biografia
Anna Luise Karsch, nata Dürbach, ebbe genitori di origine contadina, gestori anche di una modesta birreria; a sei anni, Anna fu mandata a vivere con un vecchio zio che le insegnò a leggere e a scrivere, contro la volontà della famiglia, che la riprese in casa, temendo che l'istruzione le fosse dannosa. Tornata a lavorare nella casa di campagna, a dieci anni conobbe un allevatore di pecore che le procurò dei libri che Anna, per evitare le punizioni dei genitori, leggeva di nascosto.
Sposatasi giovanissima – ma il matrimonio fu breve e infelice – continuò come poté a darsi una formazione culturale: compose i suoi primi versi sul ritmo degli inni religiosi. 
Rimasta vedova, la famiglia le impose un nuovo matrimonio con un uomo che si rivelò un alcolizzato; una poesia da lei scritta per un'amica fu notata da un locandiere del paese che informò un insegnante delle qualità poetiche della ragazza, il quale la incoraggiò a proseguire a comporre versi. Furono poesie d'occasione a farla conoscere nel piccolo ambiente cittadino, fino a veder pubblicati alcuni versi nei giornali locali. 
Durante la Guerra austro-prussiana, la Karsch scrisse molte odi in onore di Federico II, ottenendo una più vasta notorietà. Madre di quattro figli, oltre a un'infelice vita matrimoniale, soffrì anche la perdita di due suoi bambini in tenera età: la sua poesia Klagen einer Witwe, (Lamenti di una vedova), fu notata da un generale prussiano che, nel 1761, portò Anna e la figlia a vivere con la propria famiglia a Berlino, mentre il secondo figlio fu sistemato in una vicina proprietà di campagna del suo mecenate.
Potendo finalmente coltivare i suoi studi e scrivere con più agio, si fece conoscere negli ambienti letterari berlinesi; pubblicò nel 1764 una raccolta di poesie dalle quali fu giudicata un'autodidatta che dimostrava come non fossero necessari regolari studi letterari per dare prova di capacità poetiche. La conoscenza con il famoso poeta Johann Wilhelm Ludwig Gleim diede luogo a un'ampia corrispondenza epistolare, interessante per la comprensione del mondo letterario dell'epoca.
Nel 1763 conobbe personalmente Federico II che le promise - ma non mantenne la promessa - un sostegno finanziario, tanto che la Karsch trascorse ancora molta parte della sua vita in povertà; il successore di Federico, Federico Guglielmo II, le concesse una casa nel 1787, dove la Karsch morì quattro anni dopo.
Fu la prima tedesca a vivere grazie alla sua produzione poetica, a dispetto della sufficienza con cui, in quanto donna, fu per lo più considerata negli ambienti letterari, pur guadagnandosi il titolo di «Saffo tedesca». Anche la figlia Caroline Luise von Klencke fu poetessa e ancor più nota fu la nipote Helmine Christiane von Chézy, poetessa e librettista.